# ŠK Eldus Močenok
ŠK Eldus Močenok byl slovenský fotbalový klub, který sídlil v obci Močenok. Založen byl v roce 2000 podnikatelem Stanislavem Szabó, který ho založil jako plánovaného rivala tradičního vesnického klubu Poľnohospodár Močenok.
Klubu se povedlo ze III. okresní třídy postupovat každou sezónu až do 2. ligy. Ve druhé lize se klubu dokonce povedlo postoupit do baráže o nejvyšší soutěž, kde skončil na šestém místě. Ovšem po sezóně majitel klubu nechal zrušit jak mužský tým, tak i mládežnická družstva.
Své domácí zápasy odehrával na stadionu ŠK Eldus Močenok s kapacitou 2000 diváků.

## Historické názvy
Zdroj: 
- 2000 – ŠK Eldus Močenok (Športový klub Eldus Močenok)
- 2007 – zánik

## Umístění v jednotlivých sezonách
Zdroj: 
Legenda: Z - zápasy, V - výhry, R - remízy, P - porážky, VG - vstřelené góly, OG - obdržené góly, +/- - rozdíl skóre, B - body, červené podbarvení - sestup, zelené podbarvení - postup, fialové podbarvení - reorganizace, změna skupiny či soutěže
| Slovensko (2005 – 2007) |                     |        |     |     |     |     |     |     |     |     |        |
| Sezóny                  | Liga                | Úroveň | Z   | V   | R   | P   | VG  | OG  | +/- | B   | Pozice |
| 2005/06                 | 3. liga – sk. Západ | 3      | ... | ... | ... | ... | ... | ... | ... | ... | 1.     |
| 2006/07                 | 1. liga             | 2      | 22  | 11  | 6   | 5   | 39  | 30  | +9  | 39  | 4.     |